# Sensei
Sensei (先生? lett. "persona nata prima", pron. [ˈsen.seː]) è un termine onorifico giapponese che ha spesso l'accezione di "maestro" o "insegnante";
Oltre a indicare i docenti scolastici, il termine viene adoperato anche all'interno delle scuole buddiste, delle arti e tecniche tradizionali e delle arti marziali: in questi casi il "maestro"  non viene concepito come semplice dispensatore di nozioni, ma anche come un individuo dotato di autorità ed esperienza, ovvero un "maestro di vita".
Il termine è adoperato anche per quelle personalità che, in ambito artistico, hanno raggiunto un notevole livello di eccellenza e popolarità: grandi registi, scrittori, artisti o fumettisti vengono quindi chiamati sensei.
Questo vocabolo viene inoltre utilizzato per riferirsi o rivolgersi ad altri professionisti o persone aventi a vario titolo autorità: ad esempio medici, politici e membri del clero di qualsiasi religione.
L'espressione sensei usa gli stessi caratteri della parola cinese pronunciata xiānshēng. Xiansheng è un titolo di cortesia che equivale a gentiluomo o signore. Prima dello sviluppo della lingua moderna, xiansheng era usato per riferirsi ad insegnanti di entrambi i sessi. In Giappone, il termine è tuttora usato nei confronti sia di uomini che di donne.

## Uso nel buddismo giapponese
Nelle scuole del buddismo zen, sensei è usato normalmente per riferirsi ai maestri di rango inferiore al rōshi (老師? lett. "vecchio insegnante" o "vecchio maestro"). Altre scuole del buddismo giapponese usano questo termine per tutti i monaci, senza tenere conto dell'anzianità e del grado. Negli Stati Uniti questo titolo è usato anche per i ministri della scuola Jodo Sinshu, indipendentemente dal fatto che siano giapponesi o no. Alla Kwan Um School of Zen, secondo il maestro zen Seung Sahn, il titolo Ji do poep sa nim risulterebbe  molto simile al giapponese sensei.
Anche l'attuale presidente della Soka Gakkai - l'organizzazione laica che diffonde una rilettura dell'insegnamento buddista  giapponese propugnato dal monaco Nichiren (XIII secolo) - Daisaku Ikeda, viene indicato dai suoi membri come sensei, in quanto anche questa organizzazione buddista si basa sul rapporto maestro - discepolo.

## Uso nelle arti marziali
Sensei è spesso usato per rivolgersi ai maestri di arti marziali giapponesi come di kendō, iaidō, aikidō, judo, karate, ju jitsu, kudo, Yoseikan Budo ed autodifesa.

## Ōsensei,wakasenseiedaisensei
Ōsensei (翁先生? lett. "vecchio sensei") è un titolo giapponese usato per distinguere due insegnanti (o dottori, ecc.) con lo stesso nome. Il più anziano o superiore è quindi chiamato ōsensei, e l'altro wakasensei (若先生? lett. "giovane sensei"). Nella maggior parte dei casi, l’ōsensei è il padre del wakasensei. Ōsensei è usato anche per riferirsi al fondatore dell'aikidō, Morihei Ueshiba ed a Masutatsu Ōyama, fondatore del kyokushinkai karate.
Nelle arti marziali e nelle pratiche spirituali, come da esempio nei templi buddisti, viene poi utilizzato il termine daisensei (大先生? lett. "grande sensei") per riferirsi a maestri particolarmente autorevoli, al di sopra del livello dei "normali" sensei.